# You (bài hát của Janet Jackson)
"You" là một bài hát của ca sĩ người Mỹ Janet Jackson nằm trong album phòng thu thứ sáu của cơ The Velvet Rope (1997). Nó được phát hành như là đĩa đơn thứ 5 trích từ album vào ngày 3 tháng 9 năm 1998 bởi Virgin Records.

## Danh sách bài hát
Đĩa CD quảng cáo tại châu Âu (EU VSCDJ 1713)
1. "You" (đĩa đơn) – 3:56
2. "You" (album) – 4:42

Đĩa CD tại Nhật (VJCP12116)
1. "You" (album) – 4:42
2. "Every Time" (Jam & Lewis Disco Mix) – 4:16
3. "Accept Me" – 4:07

Đĩa đơn video tại Mỹ (J-JVIYO231025)
1. "You" (bản ngắn) (video) – 4:13